# Cyclones d'Iowa State (football américain)
Pour le club omnisports, voir Cyclones d'Iowa State.
Stade
Maillots
Saison en cours
Le programme de football américain des Cyclones d'Iowa State représente au sein de la NCAA Division I Football Bowl Subdivision (FBS), l'université d'État de l'Iowa située à Ames, dans l'État de l'Iowa aux États-Unis.

## Descriptif en fin de saison 2025
- Couleurs :   (or et cardinal)[2]

- Dirigeants :
  - Directeur sportif : Jamie Pollard (en)
  - Entraîneur principal : Matt Campbell (en), 10e saison, bilan : 64 - 51  (55,7 %)

- Stade
  - Nom : Jack Trice Stadium
  - Capacité : 61 500
  - Surface de jeu : pelouse naturelle
  - Lieu : Ames, Iowa

- Conférence :
  - Actuelle : Big 12 Conference (depuis 1996)
  - Ancienne : 
    - Indépendants (1892–1907)
    - Missouri Valley Intercollegiate Athletic Association (1908–1927)
    - Big Six/Seven/Eight Conference (1928–1995)

- Bilan des matchs :
  - Victoires : 556 (45,4 %)
  - Défaites : 674
  - Nuls : 45

- Bilan des Bowls :
  - Victoires : 6 (31,6 %)
  - Défaites : 13

- College Football Playoff : -

- Titres :
  - Titres nationaux : 0
  - Titres de conférence : 2 en MVIAA (1911, 1912)[3]
  - Titres de la division North de la Big 12 Conference : 1 (2004)

- Joueurs :
  - Vainqueurs du Trophée Heisman : 0
  - Sélectionnés All-American : 0

- Hymne : ISU Fights (en)
- Mascotte : Cy le Cardinal (en)
- Fanfare : Iowa State University Cyclone Marching Band (en)
- Malufacturier : Nike

- Rivalités :
  - Hawkeyes de l'Iowa – rivalité (en)
  - Wildcats de Kansas State – rivalité (en)
  - Tigers du Missouri – rivalité (en)
  - Cornhuskers du Nebraska – rivalité (en)

## Histoire
Historique des saisons des Cyclones d'Iowa State (en)

### Les débuts
Le football américain a fait son apparition sur le campus d'Iowa State en 1878 comme sport de loisir, mais ce n'est qu'en 1892 qu'un groupe organisé d'athlètes a représenté l'Iowa State pour la première fois. En 1894, le président de l'université, William M. Beardshear (en), a été le fer de lance de la fondation d'une association sportive chargée d'officialiser les équipes de football américain d'Iowa State. L'équipe de 1894 a terminé avec un bilan de 6 victoires pour 1 défaite, dont une victoire 16 victoires pour 8 défaites face à ce qui est aujourd'hui l'université de l'Iowa.
L'un des pionniers du football américain, Pop Warner (en), a passé du temps à Iowa State au début de sa carrière. En 1895, alors qu'il était déjà entraîneur à Georgia, on lui offre 25 dollars par semaine pour venir à Iowa State, dont la saison débutait à la mi-août tandis que celle de Georgia débutait un mois plus tard, et pour prodiguer des conseils hebdomadaires pendant le reste de la saison.
C'est peu après le départ de Warner pour Georgia qu'Iowa State dispute son premier match de la saison. Iowa State arrivé à Evanston en tant qu'outsider, s'impose 36 à 0 face à Northwestern. Un journaliste sportif de Chicago qualifie l'équipe de « géants de l'Iowa nourris au maïs », tandis que le Chicago Tribune titrait : « Frappé par un cyclone ». C'est depuis lors que les équipes d'Iowa State sont connues sous le nom de Cyclones. Au total, l'équipe enregistre trois victoires et trois défaites et, comme Georgia, Iowa State va conserver Warner pour la saison suivante. En 1896, l'équipe totalise huit victoires pour deux défaites. Malgré son départ pour Cornell en 1898, Warner reste entraîneur principal d'Iowa State pendant une année supplémentaire. Au cours de ses trois dernières années à Iowa State, l'équipe réalise une saison victorieuse, mais Warner ne parvient pas à égaler son triomphe de 1896.
Après avoir joué à Iowa State puis occupé le poste d'entraîneur adjoint pendant deux ans, Clyde Williams (en) rejoint Ames comme entraîneur adjoint d'Iowa State pour une durée de six saisons (1907-1912). Durant cette période, il affiche un bilan de 32 victoires, 15 défaites et 2 nuls, ce qui le classe cinquième des entraineurs principaux 'Iowa State en termes de victoires totales et quatrième en pourcentage de victoires. De plus, il permet à Iowa State de remporter deux titres de la Missouri Valley Conference (1911, 1912), les deux seuls titres de champion de conférence de l'histoire de l'université. Outre ses contributions au football américain, Williams a été le premier entraîneur de l'équipe masculine de basket-ball de l'université de 1908 à 1911, où il enregistre un bilan de 20 victoires pour 29 défaites. Il y a également été entraîneur de baseball et directeur sportif de 1914 à 1919. En 1914, l'université termine la construction de son nouveau terrain de football américain, qu'elle va baptisé Clyde Williams Field en hommage à son ancien entraîneur. Williams sera intronisé au Temple de la renommée de l'université d'Iowa State en 1956. Il est également l'une des rares personnes à avoir été intronisée au Temple de la renommée de l'athlétisme de l'université d'Iowa (intronisé en 1993) et à celui d'Iowa State (intronisé en 1997).
Le succès rencontré par l'université d'État de l'Iowa lors de la création de son programme de football américain ne connait pas de suite pendant la majeure partie du milieu du XXe siècle. En 1922, après avoir eu deux entraîneurs principaux différents en autant d'années, Iowa State embauché Sam Willaman (en), un jeune espoir du lycée East Technical de Cleveland dans l'Ohio. Willaman rejoint Iowa State avec six de ses anciens joueurs d'East Tech, dont Jack Trice (en). Trice est le premier joueur afro-américain à jouer pour l'université et l'un des premiers à jouer au football américain dans le Midwest. Trice se blesse grièvement lors d'un match contre Minnesota en 1923 et décède à la suite de complications. En 1997, le Cyclone Stadium de l'université d'État de l'Iowa sera rebaptisé Jack Trice Stadium en son honneur, devenant ainsi le premier et, en 2020, le seul stade majeur de football universitaire à porter le nom d'un homme noir. Lors de sa première saison, l'équipe de Willaman termine avec un bilan de 2 victoires pour 6 défaites, mais a enregistré un bilan positif lors de chacune des trois années suivantes. Son bilan d'entraîneur à l'université d'État de l'Iowa était de 14 victoires pour 15 défaites et 3 nuls. Cela le place au 16e rang en termes de victoires totales et de pourcentage de victoires dans l'histoire du football américain d'Iowa State.
En février 1931, George F. Veenker (en) accepte de devenir entraîneur principal des Cyclones  Sous sa direction, l'équipe connait une brève période de succès. Au terme de la saison 1930, l'équipe sortait d'une saison sans victoire comptant 16 défaites consécutives depuis octobre 1929. Lors de sa première saison (1931), les Cyclones battent Missouri 20-0, Oklahoma 13-12 et Kansas State 7-6, obtenant un bilan de 5 victoires pour 3 défaites et terminant à la deuxième place de la Conférence Big Six. En novembre 1931, l'Ames Daily Tribune-Times (en) qualifie Veenker de « véritable homme miraculé du football américain » pour avoir pris en charge une université où « le moral des Cyclones était au plus bas » et avoir redressé le programme dès sa première saison. Le point culminant de la carrière de Veenker à Iowa State est la victoire 31-6 contre Iowa en 1934. Ce match sera la dernière rencontre entre les deux universités jusqu'en 1977. Veenker démissionne en 1936, avec un bilan global de 21 victoires, 22 défaites et 8 nuls. Peu après sa mort en 1959, le terrain de golf de l'université est rebaptisé Veenker Memorial Golf Course en son honneur.
Durant la saison 1938, James J. Yeager (en) en était à sa deuxième année comme entraîneur principal. Malgré un bilan de 3-6 en 1937, les Cyclones obtiennent en 1938 leur meilleur bilan de l'époque, 7-1-1. L'équipe était menée par un meneur senior exceptionnel, Ed Bock (en). À la fin de la saison, Bock devint le premier Cyclone de l'histoire d'Iowa State a être reconnu par consensus joueur All-American. Bock sera intronisé au College Football Hall of Fame en 1970.
En 1942, l'Iowa State engage comme nouvel entraîneur principal, Mike Michalske (en), ancien meneur All-Pro des Packers de Green Bay et triple champion NFL.  Il connait un succès modéré au cours de ses cinq saisons à Iowa State, terminant avec un bilan de 18 victoires pour 18 défaites.  (en) prend sa relève en 1947 et dirige l'équipe jusqu'en 1953, affichant un bilan de 24 victoires pour 3 défaites et 3 nuls.
Vince DiFrancesca (en) devient le 21e entraîneur principal d'Iowa State, mais affiche un bilan négatif de 6 victoires pour 21 défaites pour 1 nul de 1954 à 1956. 
L'entraîneur adjoint d'Oregon State, Clay Stapleton (en), devient ensuite l'entraîneur principal de l'équipe pendant dix saisons. Il est principalement connu pour son équipe de 1959, les « Dirty Thirty » (sale trentaine). Les difficultés des Cyclones se poursuivirent sous sa direction. Les campagnes à sept victoires en 1959 et 1960 sont les seules saisons positives de son mandat. Stapleton est relevé de ses fonctions après la saison 1967.

### Ère Paul Rhoads (2009–2015)
Le coordinateur défensif d'Auburn, Paul Rhoads (en) devient le 32e entraîneur principal des Cyclones le 20 décembre 2008. Il y avait déjà été assistant entraîneur vers la fin des années 1990 et a grandi à Ankeny distante de seulement 20 miles d'Ames. Son père, Cecil, avait été un des entraîneurs les moins victorieux de l'histoire d'Iowa State bien qu'il y soit resté plus de 30 ans et intronisé en Temple de la renommée du football américain de l'université.
Le bilan de ses sept saisons à Iowa State est très maigre puisqu'il ne termine qu'une seule saison en positif soit la première avec un bilan de 7-6. Les Cyclones sous ses ordres participent à 3 bowls, remportant l'Insight Bowl 2009 14–13 joué contre Minnesota mais perdant le Pinstripe Bowl 2011 13–27 contre Rutgers ainsi que le Liberty Bowl 2012 17–31 joué contre Tulsa.
Après la défaite 35–38 contre Kansas State le 21 novembre 2015, au cours de laquelle il avait été vivement critiqué pour ses choix de jeu dans les 90 dernières secondes du match, Rhoads est licencié en tant qu'entraîneur principal, avec effet en fin de la saison,.

### Ère Matt Campbell (depuis 2016)
Matt Campbell (en), ancien entraîneur principal de Toledo, est nommé entraîneur principal le 29 novembre 2015 pour une durée de six ans et pour un montant de 2 millions de dollars dès sa première année Lors de sa première saison (bilan négatif de 3-9) , il remporte néanmoins 66 à 10 le match contre les Texas Tech ce qui a permis de battre plusieurs records de l'équipe, notamment le nombre de points marqués lors d'un match de conférence. L'année suivante, les Cyclones battent les futurs champions de conférence, les Sooners de l'Oklahoma qui étaient classés troisièmes du pays. Invaincus en octobre, ils battent notamment les no 2 de TCU[82] Provisoirement 14e du classement AP et terminent quatrième de la Big 12 avec un bilan de 7-5. Ils battent ensuite 21-20 les no 20 de Memphis à l'occasion du Liberty Bowl. Le 27 novembre 2017, Campbell signe une prolongation de contrat de six ans pour un montant de 22,5 millions de dollars. Le 30 novembre 2017, il est désigné entraîneur de l'année de la Big 12. En 2018, les Cyclones affichent un bilan de 8-4, [87] et perdent ensuite l'Alamo Bowl 28-26 joué contre Washington State. Le 3 décembre 2019, Campbell signe une prolongation de contrat jusqu'en 2025 avec Iowa State. Campbell, qui a sous ses ordres le quarterback Brock Purdy et le running back All-American Breece Hall, va réaliser la saison la plus réussie de l'histoire des Cyclones en 2020. Avec un bilan de 9-2 qui leur permet d'être classés 6e, ils rencontrent en finale de conférence Oklahoma classé 10e. Malgré la défaite 27-21, il participent au Fiesta Bowl où ils battent 34-17 Oregon (25e). Ils sont finalement classés 9e aux classements AP et Coache's, leur meilleur classement final de tous les temps. Le 8 février 2021, Campbell et Iowa State conviennent d'une prolongation de contrat jusqu'en 2028.
En 2023, l'équipe des Cyclones est impliquée dans un scandale de paris sportifs illégaux. Le joueur de ligne défensive Isaiah Lee et le meilleur coureur des Cyclones pour la saison 2022, Jirehl Brock, inculpés à la suite de l'enquête, quittent ensuite l'équipe. Trois autres joueurs ont été inculpés dans l'enquête soit le quarterback Hunter Dekkers, le joueur de ligne offensive Jacob Remsburg et le tight-end DeShawn Hanika. Ils sont tous restés dans l'effectif de l'équipe mais seul Remsburg à jouer à nouveau pour les Cyclones.[93] Malgré le scandale, sous la conduite de leur nouveau quarterback Rocco Becht (en) et le coordinateur offensif de première année Nathan Scheelhaase (en), les Cyclones terminent avec un bilan positif et perdent le Liberty Bowl 26-36 contre Memphis. En 2024, l'équipe termine avec un bilan de 11-2, perd la finale de conférence et remporte le Pop-Tarts Bowl 42-41 joué contre les no 13 de Miami? Ils sont finalement classé 14e par l'AP et Coache's.

## Palmarès
- Titres de conférence :

Iowa State a remporté deux titres de champion de conférence dans son histoire chaque fois à égalité (†). Ces deux titres ont eu lieu alors qu'elle était membre de la Missouri Valley Intercollegiate Athletic Association (MVIAA), plus tard connue sous le nom de Big Eight Conference. Iowa State connaît actuellement la plus longue disette de titre de champion de conférence de l'histoire de la Division I FBS.
| Saison | Conférence | Entraîneur     | Bilan global | Bilan de conférence |
| ------ | ---------- | -------------- | ------------ | ------------------- |
| 1911†  | MVIAA      | Clyde Williams | 6–1–1        | 2–0–1               |
| 1912†  | MVIAA      | Clyde Williams | 6–2          | 2–0                 |
- Titres de division :

Iowa State a remporté trois titres de division dont deux à égalité (†)
| Saison | Conférence | Division | Entraîneur   | Bilan  | Bilan | Finale de conférence                                                        |                                                                             |
| ------ | ---------- | -------- | ------------ | ------ | ----- | --------------------------------------------------------------------------- | --------------------------------------------------------------------------- |
| Saison | Conférence | Division | Entraîneur   | Global | Conf. | Finale de conférence                                                        |                                                                             |
| 2004†  | Big 12     | North    | Dan McCarney | 7–5    | 4–4   | Colorado a été désigné pour jouer le match en vertu des règles de départage | Colorado a été désigné pour jouer le match en vertu des règles de départage |

## Bowls
Iowa State a participé à 19 bowls universitaires, en a remporté 6 pour 13 défaites : 
| Date             | Entraîneur         | Bowl                 | Adversaire       | Résultat |
| ---------------- | ------------------ | -------------------- | ---------------- | -------- |
| 18 décembre 1971 | Johnny Majors      | Sun Bowl             | LSU              | P, 15–33 |
| 18 décembre 1972 | Johnny Majors      | Liberty Bowl         | Georgia Tech     | P, 30–31 |
| 31 décembre 1977 | Earle Bruce        | Peach Bowl           | NC State         | P, 14–24 |
| 20 décembre 1978 | Earle Bruce        | Hall of Fame Classic | Texas A&M        | P, 12–28 |
| 28 décembre 2000 | Dan McCarney       | Insight.com Bowl     | Pittsburgh       | G, 37–29 |
| 27 décembre 2001 | Dan McCarney       | Independence Bowl    | Alabama          | P, 13–14 |
| 31 décembre 2002 | Dan McCarney       | Humanitarian Bowl    | Boise State      | P, 16–34 |
| 28 décembre 2004 | Dan McCarney       | Independence Bowl    | Miami (OH)       | G, 17–13 |
| 31 décembre 2005 | Dan McCarney       | Houston Bowl         | TCU              | P, 24–27 |
| 31 décembre 2009 | Paul Rhoads        | Insight Bowl         | Minnesota        | G, 14–13 |
| 30 décembre 2011 | Paul Rhoads        | Pinstripe Bowl       | Rutgers          | P, 13–27 |
| 31 décembre 2012 | Paul Rhoads        | Liberty Bowl         | Tulsa            | P, 17–31 |
| 30 décembre 2017 | Matt Campbell (en) | Liberty Bowl         | Memphis          | G, 21–20 |
| 28 décembre 2018 | Matt Campbell (en) | Alamo Bowl           | Washington State | P, 26–28 |
| 28 décembre 2019 | Matt Campbell (en) | Camping World Bowl   | Notre Dame       | P, 9–33  |
| 2 janvier 2021   | Matt Campbell (en) | Fiesta Bowl          | Oregon           | G, 34–17 |
| 29 décembre 2021 | Matt Campbell (en) | Cheez-It Bowl        | Clemson          | P, 13–20 |
| 29 décembre 2023 | Matt Campbell (en) | Liberty Bowl         | Memphis          | P, 26–36 |
| 28 décembre 2024 | Matt Campbell (en) | Pop-Tarts Bowl       | Miami (FL)       | G, 42–41 |

## Entraîneurs

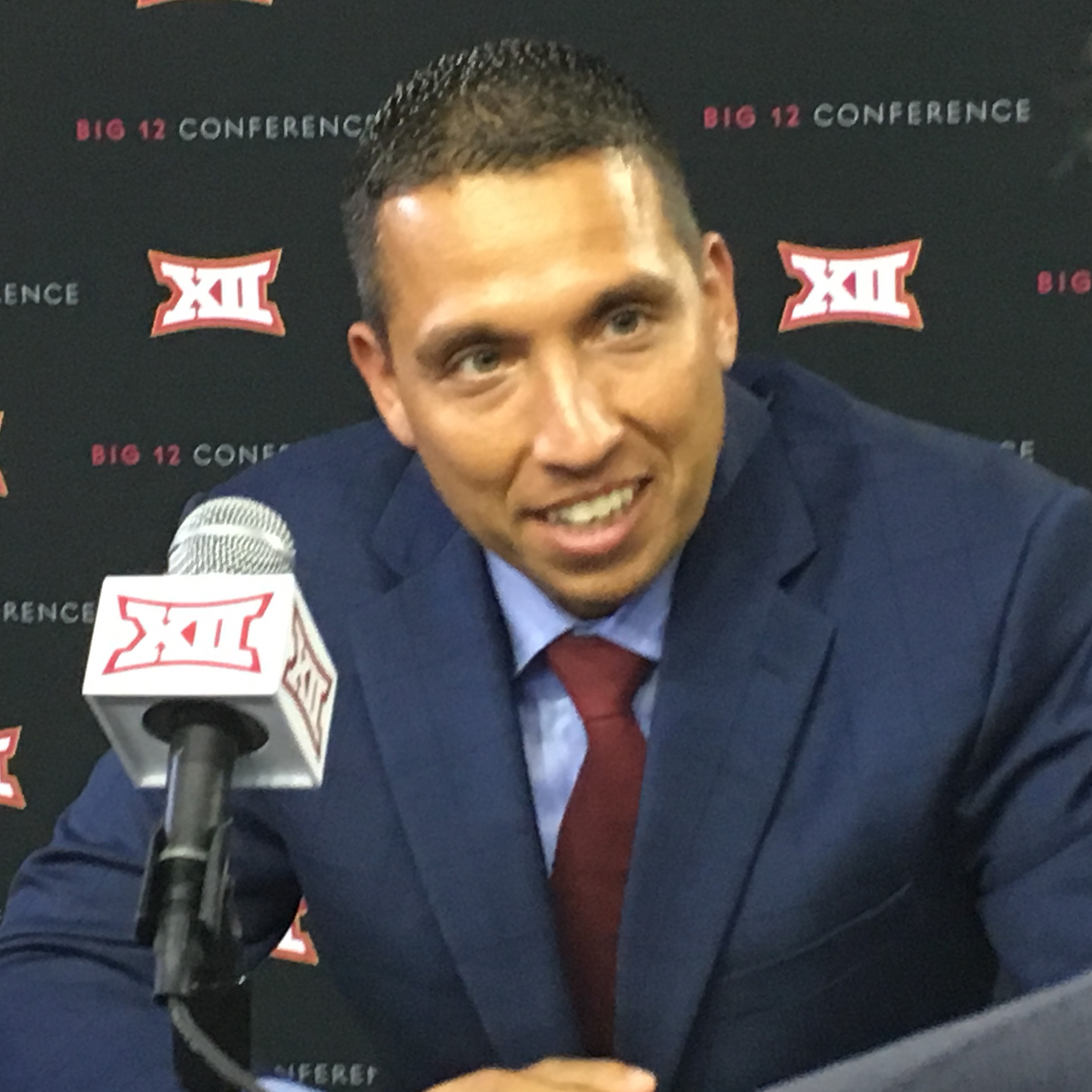
L'entraîneur principal actuel, Matt Campbell, est l'entraîneur le plus victorieux de l'histoire de l'Iowa State.

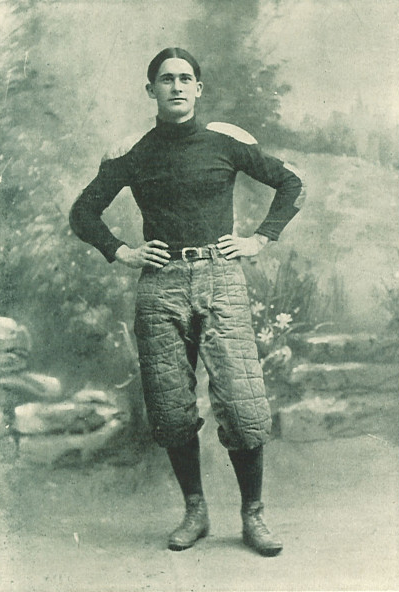
Clyde Williams a conduit les Cyclones lors de leurs titre de champions de conférence en 1911 et 1912.

Les Cyclones ont connu 32 entraîneurs depuis la création du programme :
| N° | Carrière               | Entraîneur          | Saison(s) | V  | D  | N | %    |
| -- | ---------------------- | ------------------- | --------- | -- | -- | - | ---- |
| 01 | 1892                   | Ira C. Brownlie     | 1         | 1  | 0  | 1 | 75,0 |
| 02 | 1893                   | W. F. Finney        | 1         | 0  | 3  | 0 | 00,0 |
| 03 | 1894                   | Bert German         | 1         | 5  | 1  | 0 | 83,3 |
| 04 | 1895–1899              | Pop Warner          | 4 1/3     | 18 | 8  | 0 | 69,2 |
| 05 | 1899                   | Joe Meyers          | 2/3       | 4  | 4  | 1 | 50,0 |
| 06 | 1900                   | C. E. Woodruff      | 1         | 2  | 5  | 1 | 31,3 |
| 07 | 1901                   | Edgar Clinton       | 1         | 2  | 6  | 2 | 30,0 |
| 08 | 1902–1906              | A. W. Ristine       | 5         | 36 | 10 | 1 | 76,6 |
| 09 | 1907–1912              | Clyde Williams (en) | 6         | 33 | 14 | 2 | 69,4 |
| 10 | 1913–1914              | Homer C. Hubbard    | 2         | 8  | 7  | 0 | 53,3 |
| 11 | 1915–1919              | Charles Mayser      | 5         | 21 | 11 | 2 | 64,7 |
| 12 | 1920                   | Norman C. Paine     | 1         | 4  | 4  | 0 | 50,0 |
| 13 | 1921                   | Maury Kent          | 1         | 4  | 4  | 0 | 50,0 |
| 14 | 1922–1925              | Sam F. Willaman     | 4         | 14 | 15 | 3 | 48,4 |
| 15 | 1926–1930              | Noel Workman        | 5         | 11 | 27 | 3 | 30,5 |
| 16 | 1931–1936              | George Veenker      | 6         | 21 | 22 | 8 | 49,0 |
| 17 | 1937–1940              | James Yeager        | 4         | 16 | 19 | 1 | 45,8 |
| 18 | 1941–1942              | Ray Donels          | 1 1/3     | 3  | 8  | 1 | 29,2 |
| 19 | 1942–1946              | Mike Michalske      | 4 2/3     | 18 | 18 | 3 | 50,0 |
| 20 | 1947–1953              | Abe Stuber          | 7         | 24 | 38 | 3 | 39,3 |
| 21 | 1954–1956              | Vince DiFrancesca   | 3         | 6  | 21 | 1 | 23,2 |
| 22 | 1957                   | Jim Myers           | 1         | 4  | 5  | 1 | 45,0 |
| 23 | 1958–1967              | Clay Stapleton      | 10        | 42 | 53 | 4 | 44,4 |
| 24 | 1968–1972              | John Majors         | 5         | 24 | 30 | 1 | 44,5 |
| 25 | 1973–1978              | Earle Bruce         | 6         | 36 | 32 | 0 | 52,9 |
| 26 | 1979–1982              | Donnie Duncan       | 4         | 18 | 24 | 2 | 43,2 |
| 27 | 1983–1986              | Jim Criner          | 3 4/5     | 16 | 24 | 2 | 40,5 |
| 28 | 1986                   | Chuck Banker        | 1/5       | 1  | 1  | 0 | 50,0 |
| 29 | 1987–1994              | Jim Walden          | 8         | 28 | 57 | 3 | 33,5 |
| 30 | 1995–2006              | Dan McCarney        | 12        | 56 | 85 | 0 | 39,7 |
| 31 | 2007–2008              | Gene Chizik         | 2         | 5  | 19 | 0 | 20,8 |
| 32 | 2009–2015              | Paul Rhoads         | 7         | 32 | 55 | 0 | 36,8 |
| 33 | Depuis 2016 (fin 2024) | Matt Campbell (en)  | 9+        | 64 | 51 | 0 | 55,7 |

## Récompenses individuelles

### Meilleurs Cyclones
Statistiques des meilleurs joueurs des Cyclones d'Iowa State (en)

### Trophée Heisman
Le trophée Heisman est décerné chaque année au meilleur joueur de football américain universitaire du pays.
| Nom             | Années | Poste | Classe    | Points | Place        |
| --------------- | ------ | ----- | --------- | ------ | ------------ |
| Dwight Nichols  | 1959   | RB    | Senior    | 0 126  | 7e à égalité |
| George Amundson | 1972   | RB    | Senior    | 0 219  | 7e           |
| Troy Davis      | 1995   | RB    | Sophomore | 0 402  | 5e           |
| Troy Davis      | 1996   | RB    | Junior    | 1 174  | 2e           |
| Breece Hall     | 2020   | RB    | Sophomore | 0 64   | 6e           |
| Breece Hall     | 2021   | RB    | Junior    | 0 17   | 10e          |

### All-americans
Depuis sa création en 1892, Iowa State a compté 16 joueurs sélectionnés 24 fois dans la première équipe All-America pour leurs performances sur le terrain. Parmi ces sélections figurent six sélections consensuelles, dont quatre individuelles (Troy Davis et Breece Hall ayant été honorés à deux reprises), :
| Joueur      | Poste        | Saisons    | Réf.   |
| ----------- | ------------ | ---------- | ------ |
| Ed Bock     | Garde        | 1938       | [ 51 ] |
| Mike Busch  | Tight-end    | 1989       | [ 51 ] |
| Troy Davis  | Running back | 1995, 1996 | [ 51 ] |
| Breece Hall | Halfback     | 2020, 2021 | [ 52 ] |

## Numéros retirés
| No | Joueur   | Poste    | Saisons   | Année de sélection | Réf.   |
| -- | -------- | -------- | --------- | ------------------ | ------ |
| 30 | Mike Cox | Fullback | 1963–1964 | 1964               | [ 53 ] |

## Cyclones au College Football Hall of Fame
Iowa State a eu deux joueurs intronisés au College Football Hall of Fame depuis sa création en 1951.
Ed Bock (en) est largement considéré comme le plus grand joueur de ligne offensive de l'histoire d'Iowa State. Lors de sa dernière année universitaire en 1938, l'équipe a terminé avec un bilan de 7-1-1, le meilleur de l'époque. À la fin de la saison, Bock est devenu le premier joueur de ligne offensive de l'histoire de l'Iowa à être reconnu joueur All-America par consensus. Après sa carrière de joueur à Iowa State, Bock a travaillé pour la Monsanto Chemical Company, dont il est devenu PDG et président.
Troy Davis (en) est considéré comme le plus grand running back de l'histoire d'Iowa State. Davis a été reconnu joueur All-America par consensus à deux reprises et a été le premier running back de la NCAA Division I FBS à gagner plus de 2 000 yards lors de deux saisons consécutives, un exploit qui n'a jamais été reproduit. Davis a terminé 5e et 2e au vote pour le trophée Heisman respectivement lors de ses  deuxième et troisième saisons. Après avoir terminé sa carrière universitaire, Davis a poursuivi une carrière de 10 ans dans la NFL et la CFL, notamment en tant que membre de l'équipe 2005 des Eskimos d'Edmonton ayant remporté la 93e Coupe Grey.
| Joueur          | Saisons   | Poste        | Intronisation | Réf.   |
| --------------- | --------- | ------------ | ------------- | ------ |
| Ed Bock (en)    | 1936–1938 | Garde        | 1970          | [ 54 ] |
| Troy Davis (en) | 1993–1996 | Running back | 2016          | [ 55 ] |

## Rivalités
| Équipe rivale            | Lien interwiki | Surnom de la rivalité | Trophée de la rivalité | Bilan des Cyclones | Bilan des Cyclones | Bilan des Cyclones | Bilan des Cyclones | Bilan des Cyclones | Premier match | Dernier match |
| ------------------------ | -------------- | --------------------- | ---------------------- | ------------------ | ------------------ | ------------------ | ------------------ | ------------------ | ------------- | ------------- |
| Équipe rivale            | Lien interwiki | Surnom de la rivalité | Trophée de la rivalité | Nb.                | V.                 | D.                 | N.                 | %                  | Premier match | Dernier match |
| Hawkeyes de l'Iowa       | rivalité (en)  | -                     | Cy-Hawk Trophy         | 71                 | 24                 | 47                 | 0                  | 33,8               | 1894          | 2024          |
| Wildcats de Kansas State | rivalité (en)  | -                     | -                      | 108                | 54                 | 50                 | 4                  | 50,0               | 1917          | 2024          |
| Tigers du Missouri       | rivalité (en)  | -                     | Telephone Trophy       | 104                | 34                 | 61                 | 9                  | 32,7               | 1896          | 2011          |
| Cornhuskers du Nebraska  | rivalité (en)  | Big Red Rivalry       | -                      | 105                | 18                 | 85                 | 2                  | 17,1               | 1896          | 2010          |

 Iowa :
Iowa et Iowa State se sont affrontés 24 fois entre 1894 et 1934, avant la création du Trophée Cy-Hawk. Initialement conçu et créé comme trophée itinérant par le Greater Des Moines Athletic Club en 1976, il a été remis pour la première fois au vainqueur par le gouverneur de l'Iowa, Robert D. Ray, en 1977. Ce match était la première rencontre entre les deux équipes depuis 1934, la série ayant été interrompue après cette saison, le directeur sportif et entraîneur principal de l'université de l'Iowa, Ossie Solem, n'ayant pas rappelé les équipes pour reprogrammer la rivalité. La rivalité a de nouveau été temporairement interrompue en 2020 en raison de la pandémie de Covid-19. Sur les 71 matchs de la série disputés jusqu'en 2024, 41 ont été disputés à Iowa City et 30 à Ames.
Kansas State :
Les deux équipes se sont rencontrées pour la première fois en 1917, alors que les deux universités étaient membres de la Big 8 Conference. Ce match s'est poursuivi comme un match de conférence annuel jusqu'à leur accession à la Big 12 Conference. La série a été dominée par de longues séries de victoires pour les deux équipes, la plus longue série de victoires de chaque équipe étant de 10 matchs.
Missouri :
La première rencontre entre Missouri et Iowa State s'est déroulée en 1896, marquant ainsi la naissance d'une rivalité régionale. Avant le match de 1959 entre les deux universités, qui eut lieu à Ames, dans l'Iowa, des essais sur le terrain montrèrent que les téléphones utilisés par les deux universités pour communiquer avec leurs entraîneurs dans la tribune étaient câblés de manière à ce que chaque université puisse entendre ce qui se passait de l'autre côté de la ligne de touche. Le problème fut résolu avant le match, mais aucun des deux entraîneurs n'en était conscient. La Northwestern Bell Telephone Company d'Ames décida alors de faire fabriquer un trophée pour commémorer l'incident, et ainsi naquit le Telephone Trophy,. La rivalité a pris fin lorsque Missouri a rejoint la Southeastern Conference (SEC) en 2012.
Nebraska :
Les équipes se sont rencontrées pour la première fois en 1896 et ont joué sans interruption de 1926 à 2010. Une rivalité naturelle s'est développée entre les deux universités publiques limitrophes du Midwest, mais la série a été très largement à sens unique en faveur du Nebraska, notamment sous l'ère Tom Osborne. La série a été interrompue lorsque Nebraska a rejoint la Big Ten Conference en 2011.

## Traditions

### Origine du surnom
Le surnom originel des athlètes et programmes d'Iowa State était les « Cardinals ». Néanmoins, celui-ci sera remplacé dès la saison 1895 par celui de « Cyclones ». Cette année-là, l'Iowa a subi un nombre inhabituellement élevé de cyclones dévastateurs, nom utilisé à l'époque pour désigner en réalité une tornade. Ce phénomène météorologie va influencer le surnom de l'équipe universitaire. En septembre, l'équipe de football américain de l'Iowa Agricultural College (ancienne dénomination de l'université d'État de l'Iowa) bat les Wildcats de Northwestern sur le score de 36 à 0. Le lendemain le Chicago Tribune titre « Struck by a Cyclone: It Comes from Iowa and Devastates Evanston Town » (Frappé par un cyclone : Il est venu de l'Iowa et a dévaste la ville d'Evanston).  L'article commençait ainsi : « Northwestern might as well have tried to play football with an Iowa cyclone as with the Iowa team it met yesterday » (Northwestern aurait tout aussi bien pu essayer de jouer au football américain avec un cyclone de l'Iowa plutôt qu'avec l'équipe d'Iowa rencontrée la veille). Le surnom de cyclone va dès lors devenir celui des programmes sportifs d'Iowa State.

### Jack Trice
Jack Trice a été le premier athlète afro-américain d'Iowa State ; il a également été le premier et le seul athlète d'Iowa State à mourir de blessures subies en compétition, décédant trois jours après son premier match pour Iowa State contre l'université du Minnesota, le 6 octobre 1923. Victime d'une fracture de la clavicule en début de match, il a continué de jouer jusqu'à ce qu'il soit piétiné par un groupe de joueurs adverses. On se demande s'il s'agissait d'un piétinement volontaire ou accidentel. Une statue lui rend hommage à l'extérieur du stade qui porte son nom, le Jack Trice Stadium.
Son héritage a été oublié jusqu'aux années 1970, lorsque des étudiants ont retrouvé une plaque commémorative dans le gymnase de l'université. Ils décident ensuite de lancer une pétition pour que le stade, alors connu sous le nom de Cyclones Stadium, porte son nom. Le terrain est initialement baptisé en son honneur en 1984 et le stade en 1997. C'est le seul stade de division 1 de la NCAA à porter le nom d'un afro-américain.

### Canon
Les membres du chapitre Alpha Sigma Phid'Iowa State manient et entretiennent un canon qui est utilisé (à blanc) à l'occasion des matchs de football américain à domicile lorsque les Cyclones entre sur le terrain, après le premier coup d'envoi, lors du coup d'envoi après la mi-temps, ors de tous les coups d'envoi d'Iowa State et immédiatement après un touchdown inscrit par Iowa Satte.

### Fêtes d'avant-match
Iowa State est réputé pour ses fêtes d'avant-match. L'implantation du Jack Trice Stadium, situé sur une plaine inondable, offre un vaste parking aux abords immédiats du stade. Les supporters des Cyclones arrivent généralement plusieurs heures avant le coup d'envoi dans de gros SUV et camping-cars pour griller des plats populaires du Midwest, comme du filet de porc, des saucisses bratwurst, des hamburgers, du maïs et des hot-dogs.

### Victory Bell
Située juste à l'extérieur et au nord du Jack Trice Stadium, la Victory Bell (cloche de la victoire) sonne après une victoire des Cyclones. Forgée en 1890, elle était utilisée sur le campus pour signaler la fin des cours avant qu'elle ne soit déplacée au Clyde Williams Field, puis au Jack Trice Stadium.

### Tornado Siren
Pour accompagner l'installation du nouveau système vidéo et sonore avant la saison 2011 de football américain, une sirène anti-tornade est déclenchée après les touchdowns, les arrêts défensifs et autres actions importantes.
Bien que la Tornado Siren soit une nouvelle tradition, de nombreux supporters des Cyclones l'avaient réclamée depuis de nombreuses années auprès du directeur sportif d'Iowa State, notamment depuis le match Colorado-Iowa State du 12 novembre 2005, lorsqu'une tornade s'est abattue sur Ames et que des sirènes ont retenti dans toute la ville pendant ce qui aurait normalement dû être des activités d'avant-match. Depuis, son installation est devenue un élément extrêmement populaire du Jack Trice Stadium.

### Mascotte
L'université d'État de l'Iowa utilise un cardinal rouge, dénommé nommé « Cy », comme mascotte au lieu d'une véritable tornade ou d'un cyclone. En 1954, le conseil des élèves a entrepris de créer une mascotte pour renforcer l'esprit d'équipe. Comme il serait difficile représenter un cyclone, un cardinal aux couleurs de l'université a été choisi ce qui correspondait au surnom de l'équipe à l'époque. Le nom de « Cy » a été choisi à l'issue d'un concours.
Avant le match de football américain contre Colorado le 12 novembre 2005, une tornade s'est abattue sur la région d'Ames, obligeant les supporters à rester sur le parking pour observer la tempête ou à se réfugier au Hilton Coliseum. L'ambiance était telle qu'Iowa State a pu s'imposer face aux Buffaloes, favoris, 30 à 16. Interrogé sur l'événement, l'entraîneur de Colorado, Gary Barnett, a déclaré : « Je pensais que nous avions une assez bonne mascotte. Mais quand nous sommes arrivés à Iowa State et qu'ils ont eu une vraie tornade, c'était le vrai du faux. ».

### Chant de combat
L'hymne « ISU Fights » est le chant de combat des Cyclones d'Iowa State. Il est souvent interprétée lors d'événements sportifs, et sinon, elle est généralement chantée par les Iowa Statesmen, la chorale masculine officielle d'Iowa State. Ils l'interprètent généralement à la fin de leurs concerts, dans le cadre d'un recueil de chansons scolaires, commençant par « Rise, Sons of Iowa State », « For I, For S, For Ever », « Bells of Iowa State » et enfin « ISU Fights ».
Ces chansons sont souvent regroupées sous le nom de « Iowa State Fight Songs », bien que « ISU Fights » soit la chanson officielle. La chanson a été écrite dans les années 1930 par Paul Gnam, un frère de la fraternité Sigma Alpha Epsilon.
| « O we will fight, fight, fight for Iowa State, And may her colors ever fly. Yes, we will fight with might for Iowa State, With a will to do or die, Rah ! Rah ! Loyal sons forever true, And we will fight the battle through. And when we hit that line we'll hit it hard every yard for I.S.U. » |

## Stade
Le Jack Trice Stadium (anciennement Cyclone Stadium) est un stade situé à Ames, dans l'Iowa, il est principalement utilisé pour le football américain universitaire. Inauguré le 20 septembre 1975 (après une victoire contre l'Air Force), il compte officiellement 61 500 places, grâce à ses billets pour les matchs à flanc de colline. Le record actuel d'affluence pour un match, soit 61 500, a été établi le 5 septembre 2015, lors de la rencontre entre les Cyclones et Northern Iowa. En 1997, le stade a été renommé en l'honneur de Jack Trice (en), premier athlète afro-américain d'Iowa State et première victime d'un accident mortel lié au sport au sein de l'université. C'est le seul stade de NCAA Division I à porter le nom d'un afro-américain.
Stades précédents :
- State Field (1892–1913)
- Clyde Williams Field (1914–1974)